# Bryłonosek
Bryłonosek (Corynorhinus) – rodzaj ssaków z podrodziny mroczków (Vespertilioninae) w obrębie rodziny mroczkowatych (Vespertilionidae).

## Zasięg występowania
Rodzaj obejmuje gatunki występujące w Ameryce Północnej.

## Morfologia
Długość ciała (bez ogona) 38–58 mm, długość ogona 35–56 mm, długość ucha 27–39 mm, długość tylnej stopy 8–13 mm, długość przedramienia 38,8–47,6 mm; masa ciała 5–13,6 g.

## Systematyka
Rodzaj zdefiniował w 1865 roku amerykański zoolog Harrison Allen w artykule poświęconym nowemu rodzajowi mroczkowatych opublikowanym na łamach Proceedings of the Academy of Natural Sciences of Philadelphia. Allen wymienił dwa gatunki – Plecotus macrotis Le Conte, 1831 i Plecotus townsendii Cooper, 1837 – nie wskazując gatunku typowego; w ramach późniejszego oznaczenia w 1897 roku amerykański botanik i zoolog Gerrit Smith Miller na typ nomenklatoryczny wyznaczył Plecotus macrotis Le Conte, 1831.

### Etymologia
- Corynorhinus (Corynorhynchus, Corinorhinus): gr. κορύνη korynē ‘maczuga, pałka’; ῥις rhis, ῥινος rhinos ‘nos’[12].
- Paraplecotus: gr. παρα para ‘blisko, obok’; rodzaj Plecotus É. Geoffroy Saint-Hilaire, 1818 (gacek)[4]. Typ nomenklatoryczny (oryginalne oznaczenie): †Plecotus crassidens Kormos, 1930.

### Podział systematyczny
Do rodzaju należą następujące występujące współcześnie gatunki:
| Grafika | Gatunek                    | Autor i rok opisu                                                  | Nazwa zwyczajowa               | Podgatunki         | Rozmieszczenie geograficzne | Podstawowe wymiary                                          | Status IUCN |
| ------- | -------------------------- | ------------------------------------------------------------------ | ------------------------------ | ------------------ | --- | ----------------------------------------------------------- | ----------- |
|         | Corynorhinus rafinesquii   | (Lesson, 1827)                                                     | bryłonosek wielkouchy          | 2 podgatunki       | Stany Zjednoczone (od wschodniego i południowego Illinois, zachodniej i południowej Indiany i południowego Ohio na południe do Florydy, na zachód do południowo-zachodniego Arkansas i wschodniego Teksasu) | DC: 3,8–5,6 cm DO: 4,2–5,4 cm DP: 3,8–4,3 cm MC: 7,9–13,6 g | LC          |
|         | Corynorhinus townsendii    | (W. Cooper, 1837)                                                  | bryłonosek północnoamerykański | 5 podgatunków      | południowo-zachodnia Kanada (Kolumbia Brytyjska wraz z wyspą Vancouver) na południe przez zachodnie i środkowe Stany Zjednoczone (i środkowe Appalachy na wschodzie) do południowego Meksyku (Oaxaca)       | DC: 5,5–5,8 cm DO: 3,5–5,4 cm DP: 3,9–4,7 cm MC: 5–13 g     | LC          |
|         | Corynorhinus mexicanus     | G.M. Allen, 1916                                                   | bryłonosek meksykański         | gatunek monotypowy | Meksyk (wzdłuż Sierra Madre Zachodniej i Sierra Madre Wschodniej oraz Sierra Madre Południowej, niepewny na półwyspie Jukatan i na wyspie Cozumel)                                                          | DC: 4,9–5,2 cm DO: 4,1–5,1 cm DP: 3,9–4,5 cm MC: 5–12 g     | NT          |
|         | Corynorhinus leonpaniaguae | López-Cuamatzi, Ortega, Ospina-Garcés, Zúñiga & MacSwiney G., 2024 |                                | gatunek monotypowy | Meksyk (północna Sierra Madre Wschodnia oraz Coahuila) | DC: do 4,7 cm DO: 3,5–5,6 cm DP: 3,9–4,4 cm MC: brak danych | NE          |

Kategorie IUCN:  LC  – gatunek najmniejszej troski,  NT  – gatunek bliski zagrożenia;  NE  – gatunki niepoddane jeszcze ocenie.
Opisano również gatunki wymarłe:
- Corynorhinus alleganiensis Gidley & Gazin, 1933[15] (Stany Zjednoczone; plejstocen)
- Corynorhinus atavus (Topál, 1988)[16] (Węgry; miocen)
- Corynorhinus crassidens (Kormos, 1930)[17] (Rumunia; plejstocen)
- Corynorhinus tetralophodon Handley, 1955[18] (meksyk; plejstocen).